# Viparita Karani
Viparita Karanyásana ( devanagari विपरीत करण्यासन IAST viparīta karaṇyāsana) ou viparíta karani é um das posições do ioga. Uma das invertidas sobre os ombros.
Viparíta é invertido, oposto, diferente. Diz-se dos ásanas invertidos em relação a força de gravidade ou invertidos em relação a sua variação corriqueira.. Karaní neste contexto é corpo.

## Execução
Deite-se, com as mão ao lado dos quadris eleve as pernas estendidas tirando os quadris do solo e apoiando as mãos na altura dos rins. Não dê impulso e deixe as pernas estendidas.
A característica dessa posição é deixar as pernas em um ângulo de 90 graus em relação ao corpo.
As invertidas sobre os ombros devem ser compensadas com retroflexões como matsyásana, Viparíta Dhanurásana ou Chakrásana. Há uma grande utilização da articulação cervical nestas posições e por isso a melhor compensação é com o matsyásana.

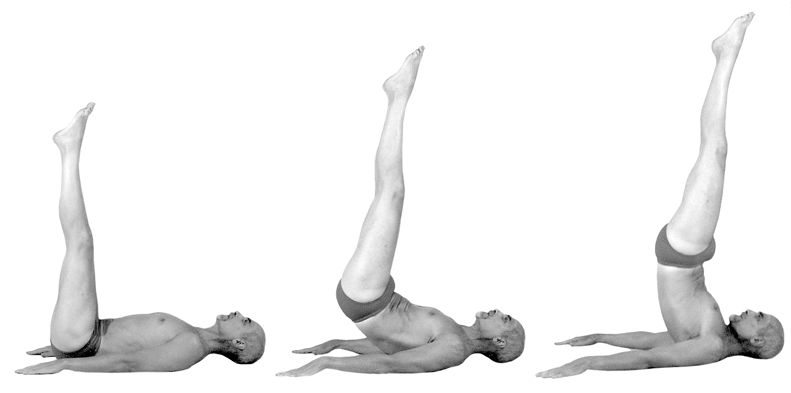
Como subir nas invertidas sobre os ombros

## Outras invertidas sobre os ombros
- Halásana
- Sarvangásana

## Galeria de variações
- Variação com os braços atrás da cabeça.
- Variação com as mãos em prônam mudrá
- Variação dos braços para o lado do corpo.

## Outras invertidas
- Sarvangásana Invertida Sobre os ombros
- Rája Halásana Invertida sobre os ombros

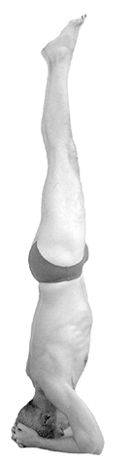
Sírshásana Invertida sobre a cabeça
- Mahá Kakásana Invertida sobre os braços
- Ardha Vrishkásana Invertida sobre os braços